# St. Sebastian (Bad Aibling)

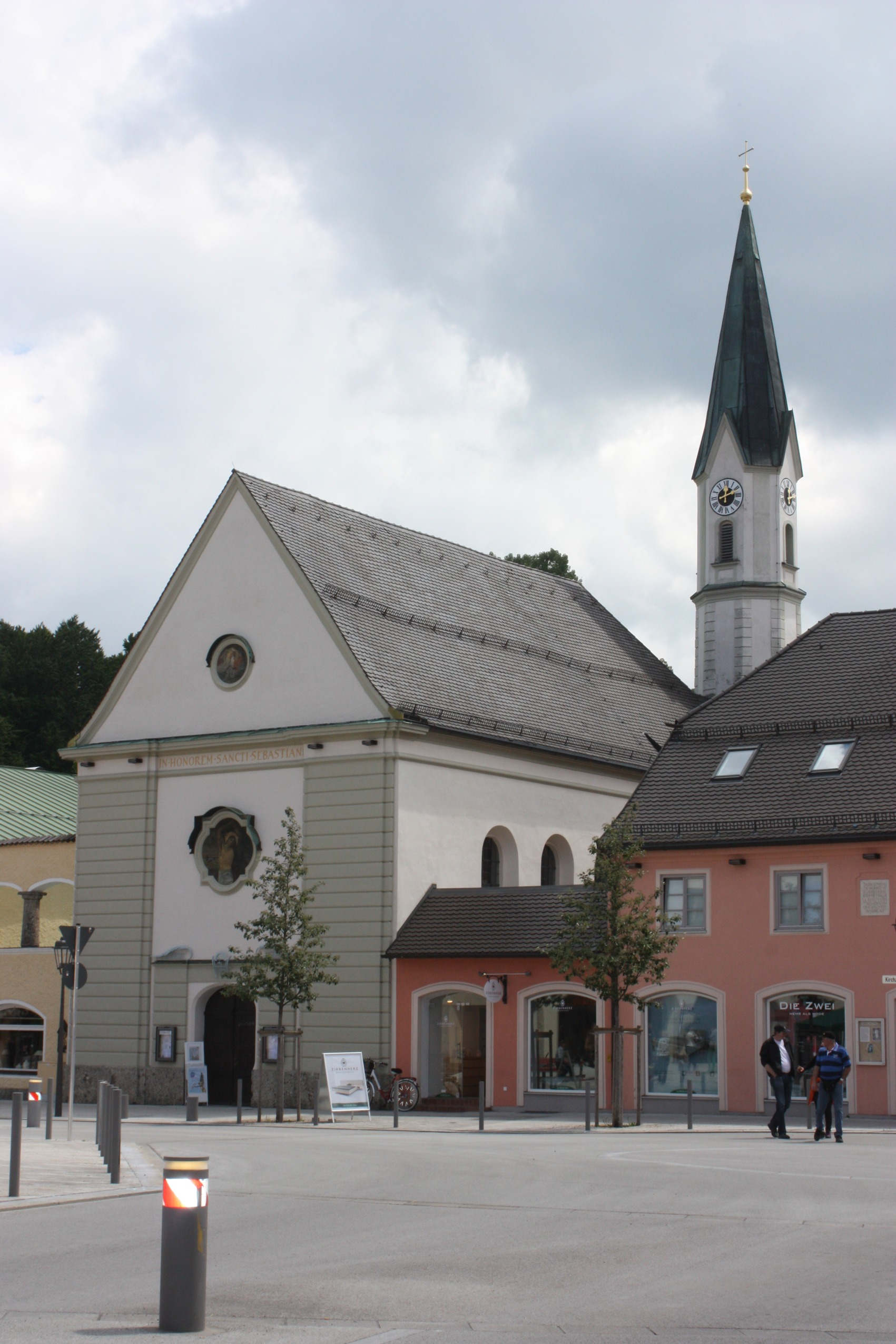
St. Sebastian am Marienplatz (Bad Aibling)

St. Sebastian ist eine römisch-katholische Filialkirche in Bad Aibling im Erzbistum München und Freising.

## Geschichte und Bauwerk
Um das Jahr 1564, als die Pest in Bayern wütete, baute man zu Ehren des Heiligen Sebastian eine Kapelle. Im frühen 17. Jahrhundert wurde ein erstes größeres Kirchengebäude erbaut, das 1765 bis auf die Umfassungsmauer völlig abbrannte. Mit einem Kostenaufwand von 13.527 Gulden wurde die Kirche wieder neu errichtet und im Jahr 1789 durch den Freisinger Weihbischof Johann Nepomuk von Wolf geweiht.

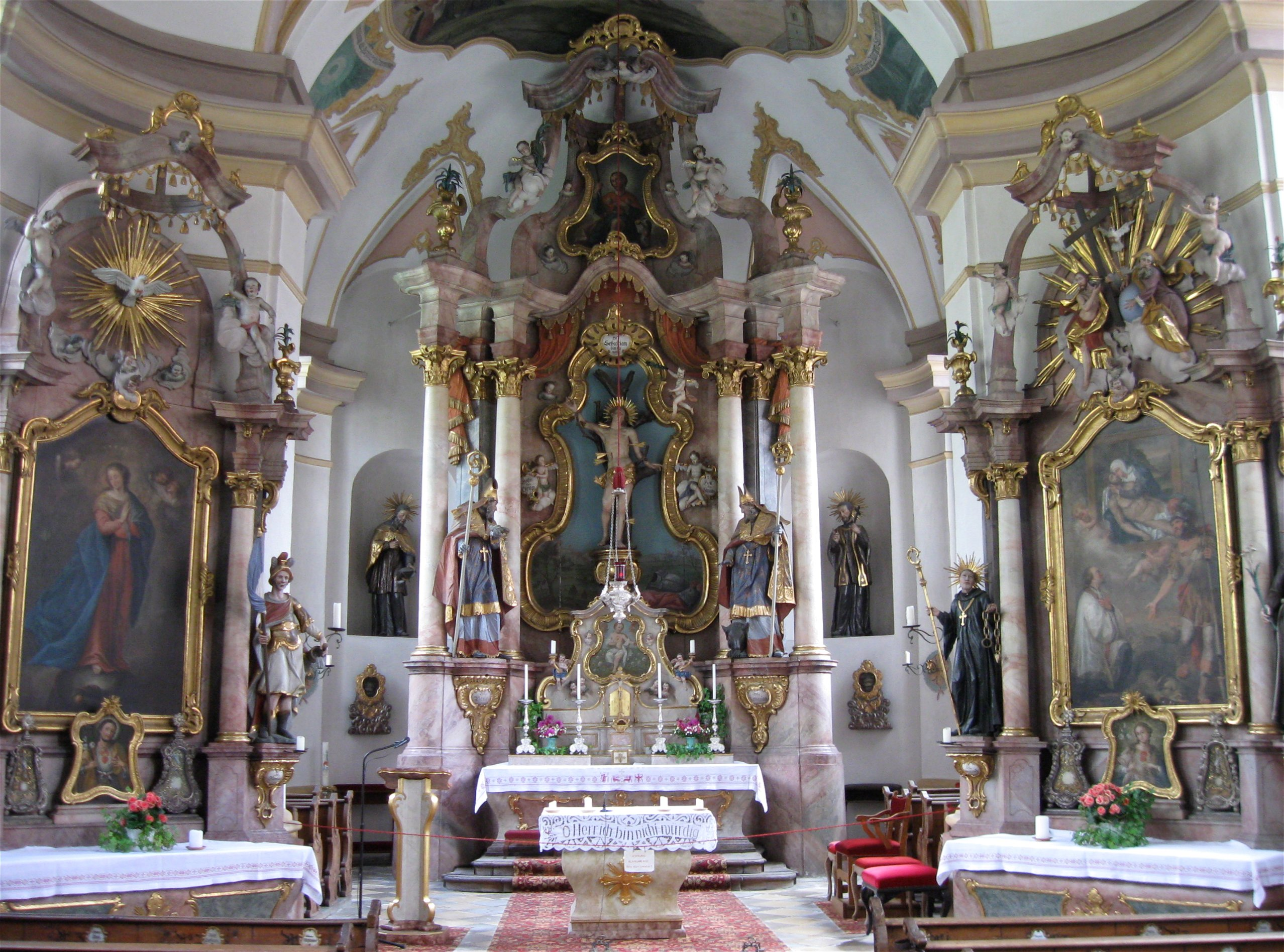
Haupt- und Nebenaltäre

Der tonnengewölbte Saalbau der Kirche verfügt über Deckengemälde des Malers Johann Georg Gail, einen Hauptaltar vom Bildhauer Josef Götsch, zwei Seitenaltäre von Franz Gail sowie im Eingangsbereich ein Relief des Heiligen Konrad von Parzham vom Bildhauer Wilhelm Köglsberger.